# Központi hatalmak

██ =A Központi hatalmak országai
██ = Központi hatalmak gyarmatai és megszállt területei
██ = Az antant
██ = Az antant gyarmatai és megszállt területei
██ = Semleges államok

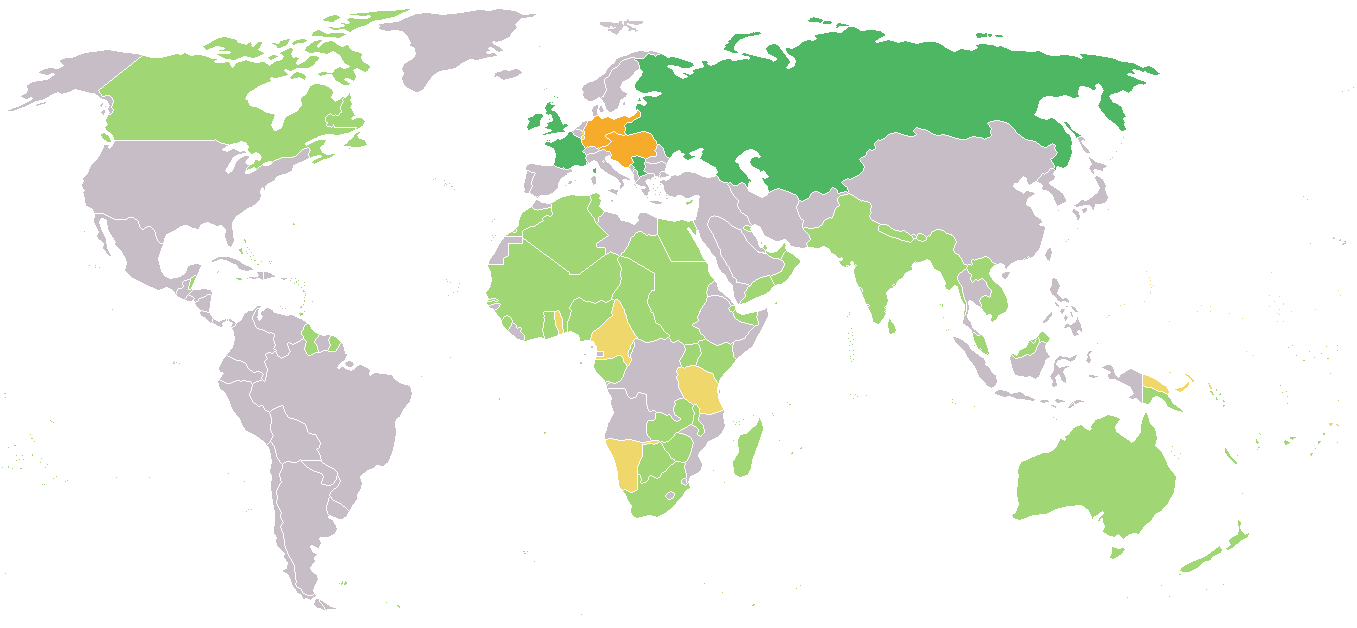
Szövetségi rendszerek az I. világháborúban:
██ = Az antant
██ = Központi hatalmak

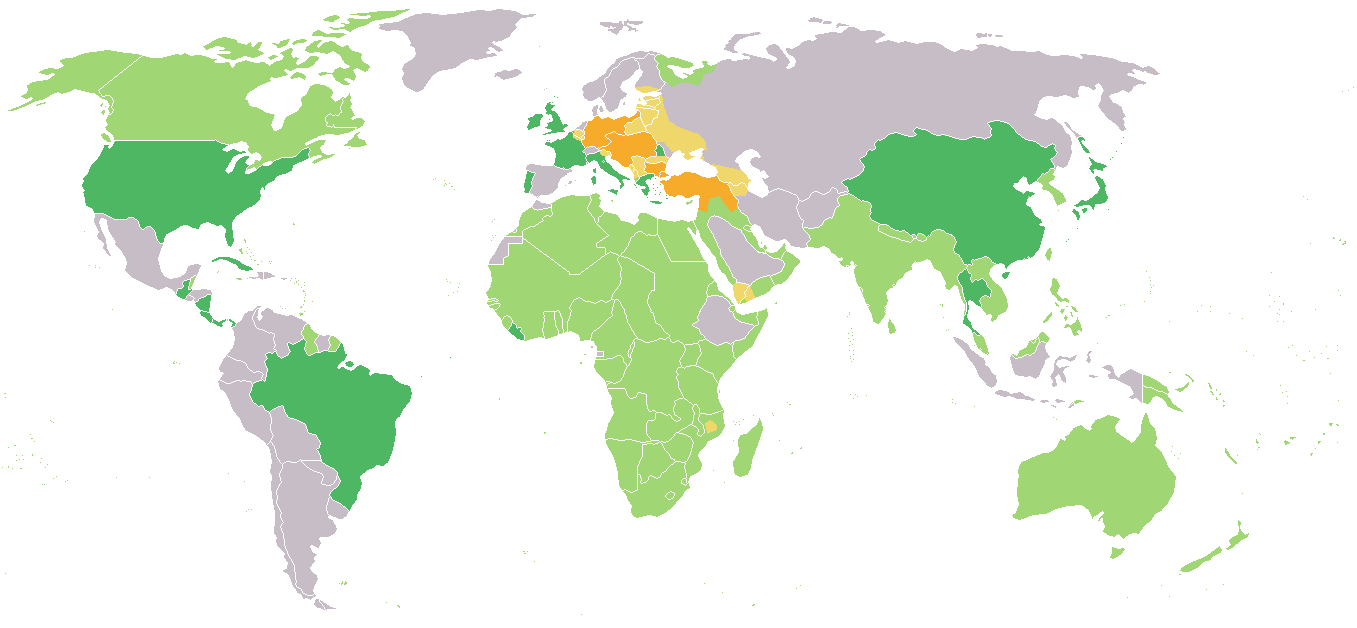
A világ országai 1918 májusában.
██ = Az antant
██ = Az antant gyarmatai és megszállt területei
██ = Központi hatalmak
██ = Központi hatalmak által megszállt területek
██ = Semleges államok

A központi hatalmak csoportjába a Német Császárság, az Osztrák–Magyar Monarchia, az Oszmán Birodalom és Bulgária tartozott az I. világháborúban, a fenti államok az antanthatalmak ellen harcoltak. A szövetség elnevezése az országok földrajzi elhelyezkedésére vezethető vissza, a fenti államok az antant gyűrűjében feküdtek, antant hatalmak vették körbe őket.

## A szövetség kialakulása

### Német birodalom – Osztrák–Magyar Monarchia
A Német Birodalom, az Osztrák–Magyar Monarchia és Olaszország által 1882. május 20-án megkötött hármas szövetség létrejöttének célja Franciaország visszaszorítása volt. (Ez a koalíció a közkeletű felfogással ellentétben nem az 1879-ben Németország és Ausztria–Magyarország között megkötött kettős szövetség kibővítése volt, hanem attól függetlenül funkcionált.) 1914-ben, miután a Monarchia és a Német Birodalom hadat üzent az antant hatalmaknak, Olaszország még nem lépett be a világháborúba, mivel úgy ítélte meg, hogy az Osztrák–Magyar Monarchia Szerbia elleni támadó fellépéséből számára nem következik ilyen jellegű kötelezettség. Végül Olaszország 1915. május 23-án – miután a londoni szerződésben az antant jelentős mértékű osztrák–magyar területet ígért neki cserébe – az antant oldalán lépett be az első világháborúba.

### Oszmán Birodalom
1914. október végén az Oszmán Birodalom háborút provokált Oroszországgal szemben, hadat üzent az antant hatalmaknak, és így belépett az első világháborúba a központi hatalmak oldalán. A központi hatalmak köre három országra bővült.

### Bulgária csatlakozása
1913-ban, a második Balkán-háborúban szerb, román és görög csapatok – akik az első Balkán-háborúban még Bulgária szövetségesei voltak – nagy területeket foglaltak el Bulgária területéből, az állam területe jelentősen lecsökkent. Bulgária szeretett volna revansot venni, az első világháború erre kitűnő alkalmat kínált. 1915 októberében Bulgária hadat üzent az antant hatalmaknak és megtámadta Szerbiát, amelyet a központi hatalmak rövidesen el is foglaltak. Bulgária hadüzenetét a szláv világ, a pánszlávizmus elárulásának fogták fel, legfőképpen az Orosz Birodalomban.

### Korlátozott szuverenitású államok részvétele
Bár a központi hatalmak csak négy államból állt, számos el nem ismert országrész, állam, felkelő támogatására számíthatott. 
- Dél-Afrikában a németbarát búrok fellázadtak a kormány ellen, s kikiáltották a független Dél-afrikai Köztársaságot. A búr felkelést néhány hónapon belül leverték.
- Az olasz–török háborút követően az olaszok ellen harcoló szenusszi szekta a világháború alatt több akciót is végrehajtott, és lényegében egészen Líbia függetlenségéig harcolt a hódítók ellen. Törökország kisebb fegyverszállítmányokkal támogatta őket.
- A húsvéti felkelés során Dublinban deklarálták az írek, hogy mindenkit támogatnak, aki az Egyesült Királyság ellen harcol.
- A felkelő írek támogatták a központi hatalmakat.
- 1917–1918-ban a finnek Mannerheim vezetése alatt szintén a központi hatalmak mellett foglaltak állást, mivel a finnek is Oroszország ellen harcoltak.
- Ukrajna és Litvánia 1917–1918-ban de facto kiszakadt Oroszországból, és a központi hatalmakat támogatta.

## A szövetség összeomlása
1918. szeptember 29-én Bulgária fegyverszünetet kért az antanttól, miután összeomlott a bolgárok által tartott balkáni front. 1918. október 30-án az Oszmán Birodalom kötött fegyverszünetet a britekkel. Az Osztrák–Magyar Monarchia a Vittorio Venetó-i csata után összeomlott és 1918. november 3-án megkötötte a padovai fegyverszünetet. A Német Birodalom magára maradt. 1918. november 11-én végül a Német Birodalom is fegyverszünetre kényszerült az antant hatalmakkal szemben. A központi hatalmak fegyverszünetével a szövetségnek vége szakadt, és ez egyben az első világháború végét is jelentette.